# نهائي كأس الأمم الإفريقية 2023
نهائي كأس الأمم الإفريقية 2023 (بالإنجليزية: 2023 Africa Cup of Nations final) هي مباراة كرة قدم لتحديد المنتخب الوطني الفائز في كأس الأمم الإفريقية 2023، من النسخة الرابعة والثلاثين من بطولة كرة القدم الأفريقية الدولية لكرة القدم للرجال التي تقام كل سنتين وينظمها الاتحاد الإفريقي لكرة القدم. تستضيف ساحل العاج نسخة هذه البطولة للمرة الثانية بعد عام 1984، أقيمت مباراة النهائي بين منتخب نيجيريا ومنتخب ساحل العاج يوم الأحد 11 فبراير 2024 على ملعب الحسن واتارا في مدينة أبيدجان، ساحل العاج، قاد الحكم الموريتاني دحان بيدا المباراة بنهاية الحدث توج منتخب ساحل العاج بلقب كأس الأمم الإفريقية للمرة الثالثة في تاريخه، بعد تغلبه على منتخب نيجيريا بهدفين مقابل هدف، وبهذا الفوز أصبحت ساحل العاج أول دولة مضيفة تتوج بالبطولة منذ عام 2006، والخامسة التي تفوز باللقب للمرة الثالثة،
فاز إيميرس فاييه مدرب ساحل العاج بجائزة أفضل مدرب في كأس أمم إفريقيا 2023، الذي تم تعيينه مدربًا مؤقتًا بدلاً من المدير الفني الفرنسي جان لويس غاسكيه، وأصبح أول مدرب يفوز بكأس الأمم الأفريقية قبل أن يبدأ كمدرب رئيسي لأي فريق. يذكر أن تأهل منتخب نيجيريا إلى نهائي كأس الأمم الإفريقية بعد تغلبه على منتخب جنوب إفريقيا في ركلات الترجيح، بينما تفوقت منتخب ساحل العاج على منتخب الكونغو، يلتقي "منتخب النسور" و"منتخب الأفيال" مرة أخرى للمرة الثانية في هذه المنافسة، حيث تقابل المنتخبان في المباراة الأولى التي جرت يوم 18 يناير لحساب الجولة الثانية ضمن المجموعة الأولى من دور المجموعات، فاز فيها منتخب نيجيريا بفضل ركلة جزاء من قبل ويليام إيكونغ، مما وضع منتخب ساحل العاج في صعوبة للتأهل إلى دور ربع النهائي، قبل أن يواصل منتخب ساحل العاج مسيرته بأعجوبة منذ ذلك الحين، وتجاوز المنتخبان العقبات واحدة تلو الأخرى أمام منافسيهما المختلفين في مرحلة خروج المغلوب، ليتأهلا إلى النهائي، يبحث فيها منتخب نيجيريا عن اللقب الإفريقي الرابع بعد تتويجه آخر مرة عام 2013، بينما يطمح منتخب ساحل العاج إلى اللحاق بمنافسه في النهائي من حيث عدد الألقاب القارية والوصول إلى لقبها الثالث، وسبق له التتويج مرتين آخره كان عام 2015 في غينيا الاستوائية.
وصل إلى دور نصف النهائي من دور خروج المغلوب في كأس الأمم الإفريقية 2023 أربع منتخبات سبق لها تحمل اللقب القاري هي منتخب نيجيريا ثلاث ألقاب (2013،1994،1980) تعتبر نيجيريا المنتخب الأكثر خبرة بوصولها لدور نصف النهائي للمرة السادسة عشرة في تاريخهم، يسعى منتخب نيجيريا للتأهل إلى النهائي بالاعتماد على قوتها الهجوميية بالرغم من مواجهتها صعوبة في البدايات، إذا كان بإمكان نيجيريا الاعتماد على هجومها، فإن دفاعها في النهاية هو الفعال من خلال استقباله هدف واحد فقط. تمكن المدرب خوسي بيسيرو، من الوصول إلى نصف النهائي من دون أن يلعب الوقت الإضافي. وهم الوحيدون الذين فعلوا ذلك في النسخة الحالية من المنافسة.
تأهل منتخب ساحل العاج الحاصل على لقبين (1992، 2015) إلى دور نصف النهائي بعد عندما تمكنوا من إقصاء بطل إفريقيا منتخب السنغال، ومن ثم حققوا التأهل إلى المربع الأخير بفضل فوز مذهل على مالي بعدما سجل عمر دياكيتي هدف في آخر اللحظات من المباراة، وهو الفوز الأول لها في كأس أمم إفريقيا في الوقت الإضافي، منذ ربع نهائي 1992، العام الذي حققت فيه أول لقب قاري. يتواجه في نصف النهائي التاسع منتخب جمهورية الكونغو الديمقراطية في نسخة جديدة من نصف نهائي 2015 التي شهدت فوز منتخب ساحل العاج بنتيجة 3-1 في باتا، غينيا الاستوائية.
يذكر بأنه تم تأجيل تنظيم مسابقة كأس الأمم الأفريقية إلى عام 2024 بسبب مخاوف الطقس. تم إعادة جدولة إقامة البطولة من موعدها الأصلي بين يونيو ويوليو 2023، ولتقام بدلاً من ذلك في يناير وفبراير 2024 لتجنب موسم الأمطار في ساحل العاج. وفقا للقواعد الجديدة يسمح لكل اتحاد عضو مشارك، تقديم مجموعة نهائية من اللاعبين يصل عددهم إلى 27 لاعبا، يمكن اختيار 23 لاعباً فقط في كل مباراة خلال المنافسة، لا يمكن استبدال لاعب في القائمة النهائية للمنتخب، إلا في حالة الإصابة الخطيرة، في موعد لا يتجاوز 24 ساعة قبل المباراة الأولى للمنتخب المعني. وستكون هناك زيادة بنسبة 40 بالمائة في الجوائز المالية للفائزين بكأس الأمم الأفريقية 2023. سيحصل الفائزون بالنسخة الأخيرة في ساحل العاج على 5.5 مليون جنيه إسترليني (7 ملايين دولار). وسيحصل الوصيف على 3.165 مليون جنيه إسترليني (4 ملايين دولار).

## مكان
يقع ملعب الحسن واتارا، المعروف باسم الاستاد الأولمبي في إبيمبي وكان سابقًا باسم الاستاد الوطني لساحل العاج، في أحد المراكز الاقتصادية في البلاد في مدينة أبيدجان، حيث يستضيف (10) مباريات خلال البطولة بما فيهما حفل افتتاح ومباراة النهائي لختام البطولة، يتصدر الملعب الذي يتسع 60 ألف متفرج أحد تراث البنية التحتية العديدة للبطولة بالنسبة للدولة، وهو أكبر ملعب في ساحل العاج وواحد من أحدث الملاعب في أفريقيا. بدأ إنشاء هذا المكان ذو المستوى العالمي في عام 2016 مع وضع حجر الأساس للمكان من قبل رئيس الوزراء دانيال كابلان دنكان، بحضور ممثل سفارة الصين. شهد المشروع تأخيرات كبيرة، مما أدى إلى اكتمال الاستاد فقط في أواخر ربيع عام 2020. وساهمت عدة عوامل في التأخير، بما في ذلك الظروف الجوية السيئة، وعدد كبير من حالات الملاريا بين القوى العاملة الصينية، وتأثير جائحة فيروس كورونا 19 في وقت متأخر من الجدول الزمني للمشروع. ونتيجة لذلك تم تأجيل موعد الافتتاح، تم افتتاحه رسميًا في 03 أكتوبر 2020 وسمي على اسم الرئيس الحسن واتارا في حفل حضره كبار الوزراء والمسؤولين الحكوميين قبل مباراة استعراضية بين اثنين من أكبر الأندية في البلاد، أسيك ميموزا وأفريكا سبورتس أبيدجان. وستكون بطولة كأس أفريقيا أول مسابقة كبرى تستضيفها البلاد منذ كأس الأمم الأفريقية عام 1984.

## الفريقين
المنتخبات الإفريقية المتأهلة الى دور خروج المغلوب من بطولة كأس الأمم الإفريقية وواصلت طريقها إلى النهائي.
| الفريق     | التتويج | الظهور في نهائيات كأس الأمم الأفريقية السابقة (الخط الغليظ للأرقام يشير لسنة التتويج باللقب) |
| ---------- | ------- | -------------------------------------------------------------------------------------------- |
| نيجيريا    | 3       | 7 (1980، 1984، 1988، 1990، 1994، 2000، 2013)                                                 |
| ساحل العاج | 2       | 4 (1992، 2006، 2012، 2015)                                                                   |

## خلفية
تعد هذه المباراة هي الثامنة بين المنتخبين في إطار كأس أمم إفريقيا، حيث تتفوق نيجيريا على ساحل العاج في المواجهات المباشرة (3 فوز، هزيمتان وتعادلين). أخر لقاء بينهما كان في الجولة الثانية من دور مجموعات النسخة الحالية، والذي انتهى لصالح النسور الخضراء 1–0.
سيظهر المنتخب النيجيري في المشهد الختامي للبطولة القارية للمرة الثامنة في تاريخه، وهو الذي حصد ثلاثة ألقاب أخرها كان في 2013، وفقد فرصة التتويج في أربع مناسبات، هذا هو ثاني نهائي تخوضه نيجيريا على أرض ساحل العاج، بعد أن كانت قد خسرت الأول أمام الكاميرون عام 1984.
يبلغ منتخب ساحل العاج النهائي لخامس مرة في تاريخه، وقد سبق له وأن حقق لقبين أخرهما كان سنة 2015، كما خسر مثلهما. لم تنجح الفيلة بالتسجيل في أي من النهائيات الأربعة التي خاضوها (كلها انتهت على وقع التعادل السلبي 0–0)، بالإضافة إلى أن جميع هذه المباريات حسمت بركلات الجزاء الترجيحية، علاوة على أنهم أول منتخب مستضيف ينجح في الوصول للمباراة النهائية منذ منتخب مصر في نسخة 2006.
يتمركز المنتخب النيجيري في الرتبة 42 عالميًا (السادس إفريقيًا) في تصنيف فيفا العالمي الأخير لشهر ديسمبر 2023، بينما يوجد منتخب ساحل العاج في المركز 49 عالميًا (الثامن إفريقيًا).

## الطريق إلى النهائي
| م | الفريق           | لعب | نقاط |
| - | ---------------- | --- | ---- |
| 1 | غينيا الاستوائية | 3   | 7    |
| 2 | نيجيريا          | 3   | 7    |
| 3 | ساحل العاج (H)   | 3   | 3    |
| 4 | غينيا بيساو      | 3   | 0    |

| م | الفريق           | لعب | نقاط |
| - | ---------------- | --- | ---- |
| 1 | غينيا الاستوائية | 3   | 7    |
| 2 | نيجيريا          | 3   | 7    |
| 3 | ساحل العاج (H)   | 3   | 3    |
| 4 | غينيا بيساو      | 3   | 0    |

## المباراة
اكتملت قائمة المدرب إيميرس فايي بعودة لاعبيه الأربعة الموقوفين في الأدوار الإقصائية، وهم المدافعان أوديلون كوسونو وسيرج أوريه، والمهاجمان عمر دياكيتيه وكريستيان كواميه. فيما شهدت التشكيلة الأساسية عودة أوريه وكوسونو، فيما شكل خط الهجوم الثلاثي غراديل-هالر-أدينغرا، وفي الوسط فرانك كيسيه وسيكو فوفانا إلى جانب ميكايل سيري.
من جهته لم يعاني منتخب نيجيريا من الغيابات أو الإصابات، وعولت على صلابة دفاعها وحارسها ستانلي نوابالي الذي تلقت شباكه هدفين في ست مباريات فقط في المقابل تلقى مرمى منتخب ساحل العاج سبعة أهدف ما يعطى الأفضلية الدفاعية لمنتخب نيجيريا. وأعلن المدرب جوزيه نيته الهجومية بدخول أوسيمن ولوكمان وتشوكويزي بدلا من سيمون في الهجوم، وخلفهم ثنائي نادي فولهام أيوبي وكالفين فضلا عن أونييكا لاعب وسط برنتفورد الانكليزي.

### الملخص
دخل منتخب ساحل العاج أجواء المباراة مبكراً وبثقة كبيرة الأمر ليس من المستغرب بالنظر إلى الحضور الكبير الذي بلغ عدده نحو 60 ألف شخص تقدمهم الرئيس الإيفواري الحسن واتارا، قدم منتخب ساحل العاج أداء أفضل من المنتخب النيجيري في الشوط الأول بفضل ثنائي خط الوسط سيكو فوفانا وجان ميشيل سيري الذين استطاعها التحكم في إيقاع المباراة. في المقابل فشل منتخب نيجيريا في بناء اللعب، ولم يجد أمامه سوى خيار لعب الكرات الطويلة تجاه أوسيمن المعزول وسط دفاع "الأفيال". وقامت ببعض المحاولات الضعيفة، لكن خصمها واصل في خلق الفرص السانحة مثل مقصية غراديل في الدقيقة العشرين والتي مرت قرب القائم الأيمن للحارس. ورغم سيطرة منتخب ساحل العاج على مجريات نصف ساعة من مجريات الشوط الأول، وعلى عكس سير اللعب تقدم منتخب نيجيريا في الدقيقة 38 عبر رأسية تروست إيكونج، من منتصف منطقة الجزاء إلى الزاوية اليسرى العليا بعد ركلة ركنية، وتجاوز حارس ساحل العاج يحيى فوفانا. وتحرز نيجيريا هدف التقدم هو الثالث لقائد منتخب نيجيريا إيكونج في البطولة والثاني أمام ساحل العاج. استمر هذه الحال إلى نهاية الشوط الأول بتقدم منتخب نيجيريا بالنتيجة، على كلا حال هذه ليست المرة الأول التي يتأخر فيها منتخب ساحل العاج في المباراة، كاد منتخب ساحل العاج أن يعادل النتيجية في بداية الشوط الثاني عندما سقطت كرة مرتدة على أقدام ماكس جرادل من مسافة قريبة لتصطدم محاولته بالساق اليسرى لكالفن باسي وتتدحرج دون خطورة بأيدي ستانلي نوابيلي، التراجع الكبير لمنتخب نيجيريا وترك الكرة للتركيز على الهجمات المعاكسة لم يسعاد الفريق في المحافظة على التقدم بهدف، في نهاية المطاف في ظل استمرار منتخب ساحل الضغط وخلق الفرص الهجومية، تمكن من احراز هدف التعادل في الدقيقة 62 من ركلة ركنية بعدما استغل كيسي ضعف الرقابة ليوجه الكرة ضربة رأسية من ركلة ركنية نحو المرمى، فتسللت من بين يدي نوابالي إلى داخل المرمى. وواصل أصحاب الأرض الضغط من أجل تسجيل هدف الفوز واقتربوا من التسجيل عندما حاول هالر تنفيذ ركلة خلفية مذهلة لكن الكرة مرت بعيدا عن المرمى. وجاء الهدف الأهم بعد تجاوز أدينجرا المدافع أولا آينا وأرسل تمريرة عرضية سريعة. استقبل هالر الكرة من الجهة اليسرى بلمسة بارعة وصلت إلى الزاوية اليمنى للشبكة محرزةً هدف التقدم الثاني على منتخب نيجيريا. الذي تخلى عن الحذر الدفاعي لبقية المباراة، حيث أجرى المدرب البرتغالي خوسيه بيسيرو عدة تبديلات هجومية لدعم فيكتور أوسيمين ، الذي عانى في الهجوم بمفرده في مساحات كبيرة. واجهها دفاع المنتخب المضيف بالصمود ليحقق الفوز في نهاية الحدث.

### تفاصيل المباراة
| نيجيريا            | 1–2   | ساحل العاج             |
| ------------------ | ----- | ---------------------- |
| - تروست-إيكونغ 38' | تقرير | - 62' كيسي - 81' هالير |

| نيجيريا | ساحل العاج |

| GK           | 23           | ستانلي نوابيلي          | 53' |     |
| CB           | 6            | سيمي اجاي               |     |     |
| CB           | 5            | ويليام تروست-إيكونغ (ق) |     |     |
| CB           | 21           | كالفن باسي              |     |     |
| RM           | 2            | أولا أينا               | 90' |     |
| CM           | 8            | فرانك أونيكا            |     | 86' |
| CM           | 17           | أليكس إيووبي            |     | 79' |
| LM           | 3            | زيدو سنوسي              |     | 86' |
| RW           | 11           | صامويل تشوكويزي         |     | 56' |
| CF           | 9            | فيكتور أوسيمين          |     |     |
| LW           | 18           | أديمولا لوكمان          |     | 79' |
| البدلاء:     |              |                         |     |     |
| FW           | 15           | موسيس سيمون             |     | 56' |
| MF           | 4            | الحسن يوسف              |     | 79' |
| FW           | 14           | كيليتشي إيهيناتشو       |     | 79' |
| MF           | 10           | جو أريبو                |     | 86' |
| FW           | 24           | تيريم موفي              |     | 86' |
| المدرب:      |              |                         |     |     |
| جوزيه بيزيرو | جوزيه بيزيرو | جوزيه بيزيرو            | 28' |     |

| GK           | 1  | يحيى فوفانا     |       |       |
| RB           | 17 | سيرج أورييه (ق) | 54'   | 70'   |
| CB           | 7  | أوديلون كوسونو  |       |       |
| CB           | 21 | إيفان نديكا     | 90+7' |       |
| LB           | 3  | جيسلان كونان    |       |       |
| CM           | 8  | فرانك كيسي      |       |       |
| CM           | 4  | جون ميشيل سيري  |       | 90+2' |
| CM           | 6  | سيكو فوفانا     | 87'   | 88'   |
| RW           | 15 | ماكس غراديل     |       | 70'   |
| CF           | 22 | سيباستيان هالير |       | 88'   |
| LW           | 24 | سيمون ادينجرا   |       |       |
| البدلاء:     |    |                 |       |       |
| DF           | 5  | ويلفريد سينغو   |       | 70'   |
| FW           | 14 | عمر دياكيتي     |       | 70'   |
| FW           | 11 | جان فيليب كراسو |       | 88'   |
| MF           | 18 | إبراهيم سنجاري  |       | 88'   |
| MF           | 27 | جان تيري لازاري |       | 90+2' |
| المدرب:      |    |                 |       |       |
| إيميرس فاييه |    |                 |       |       |

| رجل المباراة: سيباستيان هالير (ساحل العاج) الحكام المساعدين: إميليانو دوس سانتوس (أنغولا) ديانا تشيكوتشا (زامبيا) الحكم الرابع: بشرى كربوبي (المغرب) حكم مساعد احتياطي: سيدو تيما (بوركينا فاسو) حكم تقنية الفيديو: محمود عاشور (مصر) مساعد حكم تقنية الفيديو: ماريا ريفيت (موريشيوس) محمد إبراهيم (السودان) | قواعد المباراة - مدة المباراة 90 دقيقة مقسمة إلى شوطين مدة كل شوط 45 دقيقة. - تلعب أشواط إضافية من 30 دقيقة مقسومة إلى شوطين مدة كل شوط 15 دقيقة. - تطبق قاعدة ركلات الجزاء الترجيحية في حال استمرار التعادل في الأشواط الإضافية. - تواجد اثنى عشر لاعب في قائمة البدلاء ، يمكن إجراء خمسة تبديلات بحد أقصى ، مع السماح بتبديل سادس في الوقت الإضافي. |

### إحصائية عامة
| لاعبي منتخب نيجيريا لكرة القدم: | لاعبي منتخب نيجيريا لكرة القدم: | لاعبي منتخب نيجيريا لكرة القدم: | تسديد الكرة | ت.ك | ت.ن | خ.ل | خ.ع | ع.ر |
|                                 |                                 |                                 |             |     |     |     |     |     |
| GK                              | 23                              | ستانلي نوابيلي                  |             | 24  |     | 1   |     |     |
| CB                              | 6                               | سيمي اجاي                       |             | 23  | 1   |     |     |     |
| CB                              | 5                               | ويليام تروست-إيكونغ             | 2           | 28  |     |     | 1   |     |
| CB                              | 21                              | كالفن باسي                      |             | 40  | 2   | 2   | 2   |     |
| RM                              | 2                               | أولا أينا                       |             | 22  | 1   | 1   | 1   | 2   |
| CM                              | 8                               | فرانك أونيكا                    |             | 12  | 5   |     | 4   |     |
| CM                              | 17                              | أليكس إيووبي                    |             | 23  |     | 1   |     |     |
| LM                              | 3                               | زيدو سنوسي                      | 1           | 20  |     | 1   | 4   | 2   |
| RW                              | 11                              | صامويل تشوكويزي                 |             | 5   | 1   |     |     |     |
| CF                              | 9                               | فيكتور أوسيمين                  |             | 13  |     | 3   | 4   |     |
| LW                              | 18                              | أديمولا لوكمان                  |             | 13  | 1   | 4   | 1   | 4   |
| اللاعبين البدلاء:               |                                 |                                 |             |     |     |     |     |     |
| FW                              | 15                              | موسيس سيمون                     |             | 8   | 1   | 1   |     | 3   |
| LW                              | 4                               | الحسن يوسف                      | 1           | 6   | 1   |     |     | 1   |
| MF                              | 14                              | كيليتشي إيهيناتشو               | 1           | 2   |     |     |     | 3   |
| MF                              | 10                              | جو أريبو                        |             | 10  |     |     |     |     |
| FW                              | 24                              | تيريم موفي                      |             |     |     |     | 1   |     |
| المدير الفني: جوزيه بيزيرو      |                                 |                                 |             |     |     |     |     |     |

| منتخب نيجيريا | إحصائية إجمالية لمباراة نهائي كأس الأمم الإفريقية 2023 | منتخب ساحل العاج |
| ------------- | ------------------------------------------------------ | ---------------- |
|               | إحصائية إجمالية لمباراة نهائي كأس الأمم الإفريقية 2023 |                  |
| 5             | مجموع التسديدات                                        | 18               |
| 1             | التسديدات على المرمى                                   | 8                |
| 20%           | دقة التسديدات                                          | 44.4%            |
| 37.6%         | الاستحواذ على الكرة                                    | 62.4%            |
| 248           | إجمالي التمريرات                                       | 409              |
| 74.6%         | دقة التمريرات                                          | 86.8%            |
| 13            | التدخّلات الناجحة                                       | 15               |
| 30            | التخليصات                                              | 25               |
| 15            | العرضيات                                               | 29               |
| 4             | الركلات الركنية                                        | 5                |
| 0             | حالات التسلل                                           | 0                |
| 18            | الأخطاء المرتكبة                                       | 15               |
| 0/2           | بطاقات صفراء/حمراء                                     | 0/3              |

| لاعبي منتخب ساحل العاج لكرة القدم:                                | لاعبي منتخب ساحل العاج لكرة القدم: | لاعبي منتخب ساحل العاج لكرة القدم: | تسديد الكرة | ت.ك | ت.ن | خ.ل | خ.ع | ع.ر |
|                                                                   |                                    |                                    |             |     |     |     |     |     |
| GK                                                                | 1                                  | يحيى فوفانا                        |             | 12  |     |     |     |     |
| RB                                                                | 17                                 | سيرج أورييه                        |             | 31  | 1   |     | 1   | 4   |
| CB                                                                | 7                                  | أوديلون كوسونو                     | 2           | 52  |     | 2   |     |     |
| CB                                                                | 21                                 | إيفان نديكا                        | 2           | 53  |     | 1   | 2   |     |
| LB                                                                | 3                                  | جيسلان كونان                       |             | 62  | 2   |     |     | 3   |
| CM                                                                | 8                                  | فرانك كيسي                         | 2           | 32  | 1   | 4   |     | 3   |
| CM                                                                | 4                                  | جون ميشيل سيري                     | 1           | 67  | 6   | 1   | 2   | 2   |
| CM                                                                | 6                                  | سيكو فوفانا                        | 2           | 28  | 3   | 1   | 3   |     |
| RW                                                                | 15                                 | ماكس غراديل                        | 2           | 15  |     | 3   | 2   | 8   |
| CF                                                                | 22                                 | سيباستيان هالير                    | 4           | 11  | 1   | 1   | 1   |     |
| LW                                                                | 24                                 | سيمون ادينجرا                      | 2           | 31  | 1   | 3   | 1   | 8   |
| اللاعبين البدلاء:                                                 |                                    |                                    |             |     |     |     |     |     |
| DF                                                                | 5                                  | ويلفريد سينغو                      | 1           | 8   |     |     |     |     |
| FW                                                                | 14                                 | عمر دياكيتي                        |             | 6   |     |     | 2   | 1   |
| FW                                                                | 11                                 | جان فيليب كراسو                    |             |     |     |     | 1   |     |
| MF                                                                | 18                                 | إبراهيم سنجاري                     |             | 2   |     | 1   |     |     |
| MF                                                                | 27                                 | جان تيري لازاري                    |             |     |     |     |     |     |
| المدير الفني: إيميرس فاييه (مساعد المدير الفني السابق جان غاسكيه) |                                    |                                    |             |     |     |     |     |     |

| منتخب ساحل العاج بطل مسابقة كأس الأمم الإفريقية 2023 |
| ---------------------------------------------------- |
| · ساحل العاج · للمرة الثالثة ·                       |